# St. Mauritius (Görsbach)

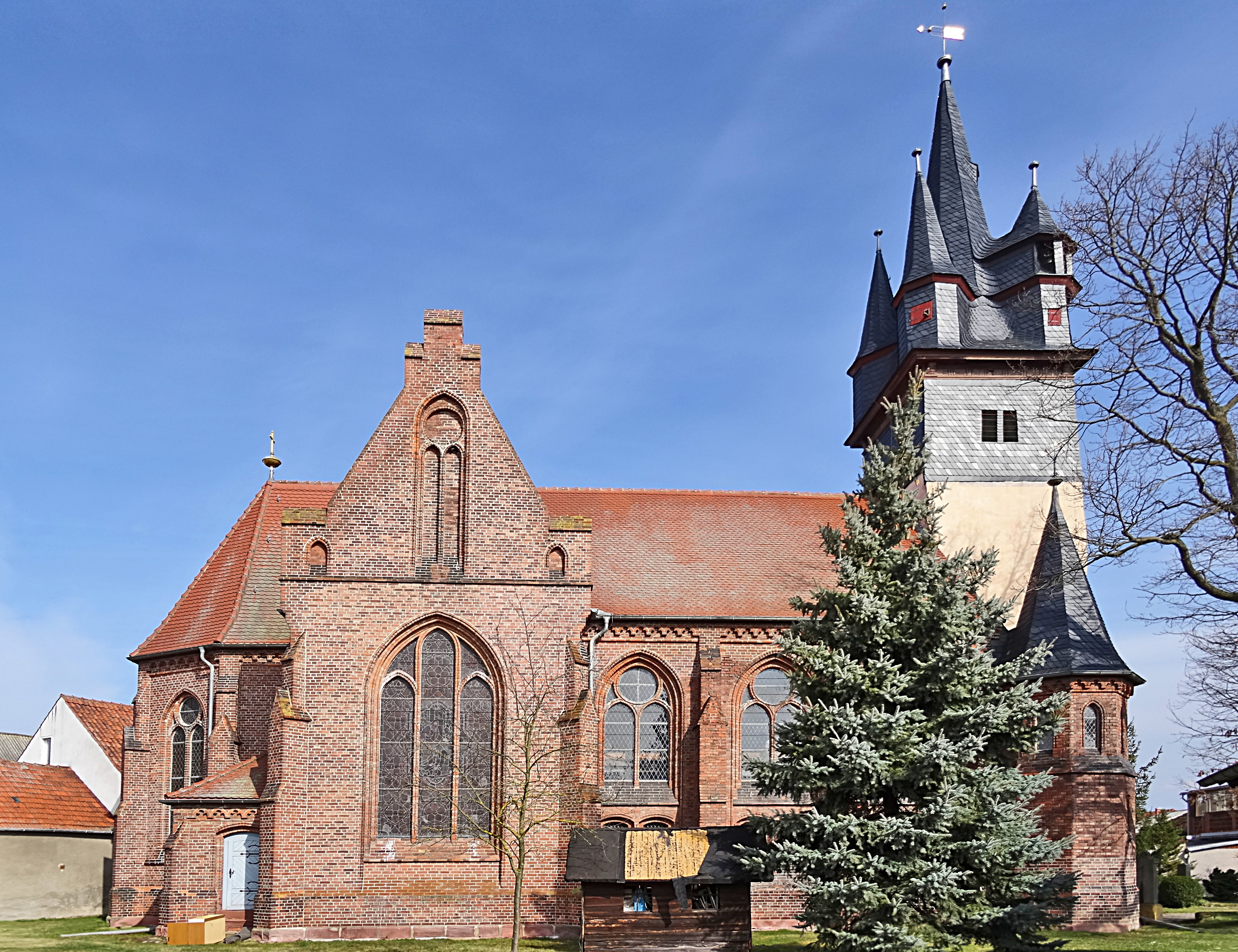
St. Mauritius

Die evangelisch-lutherische Kirche St. Mauritius steht in Görsbach, einer Gemeinde im Landkreis Nordhausen in Thüringen. Die Kirchengemeinde Görsbach gehört zur Pfarrei Urbach im Kirchenkreis Südharz der Evangelischen Kirche in Mitteldeutschland. Der Name erinnert an den altkirchlichen Heiligen  Mauritius.

## Beschreibung

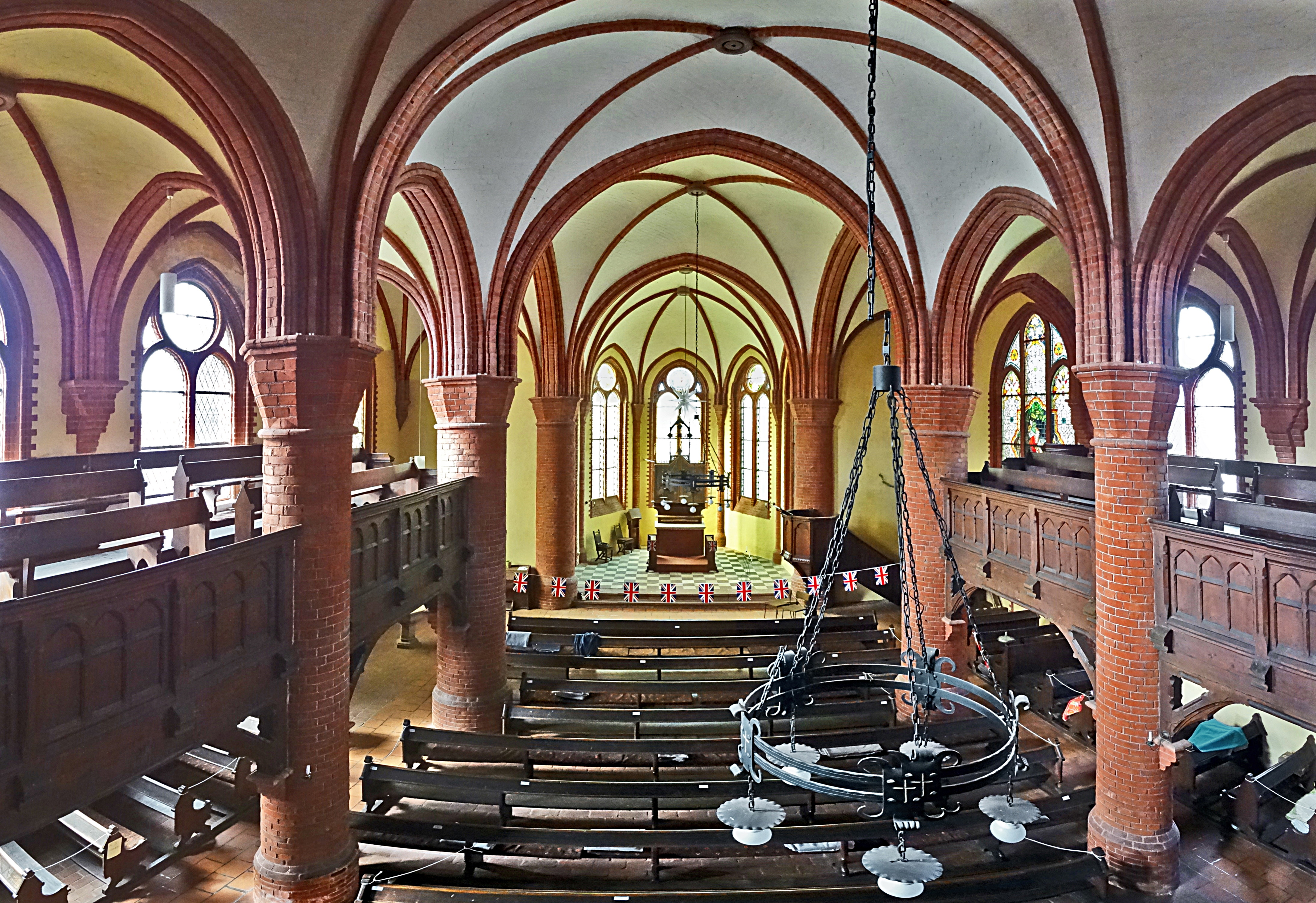
Innenansicht

Die dreischiffige Hallenkirche hat ein Querschiff und einen polygonalen Chor mit 5/8-Schluss. Sie wurde 1878 von Conrad Wilhelm Hase in neugotischen Formen größtenteils aus Mauerziegeln errichtet. Die unteren Geschosse des Kirchturms im Osten stammen vom Vorgängerbau aus dem 13. Jahrhundert. Sie sind aus verputzten Bruchsteinen gebaut. Das Geschoss darüber besteht aus verschiefertem Fachwerk mit rundbogigen Klangarkaden. In ihm befindet sich der Glockenstuhl. Bedeckt ist der Turm mit einem spitzen Helm und vier sogenannten flämischen Nebentürmchen.

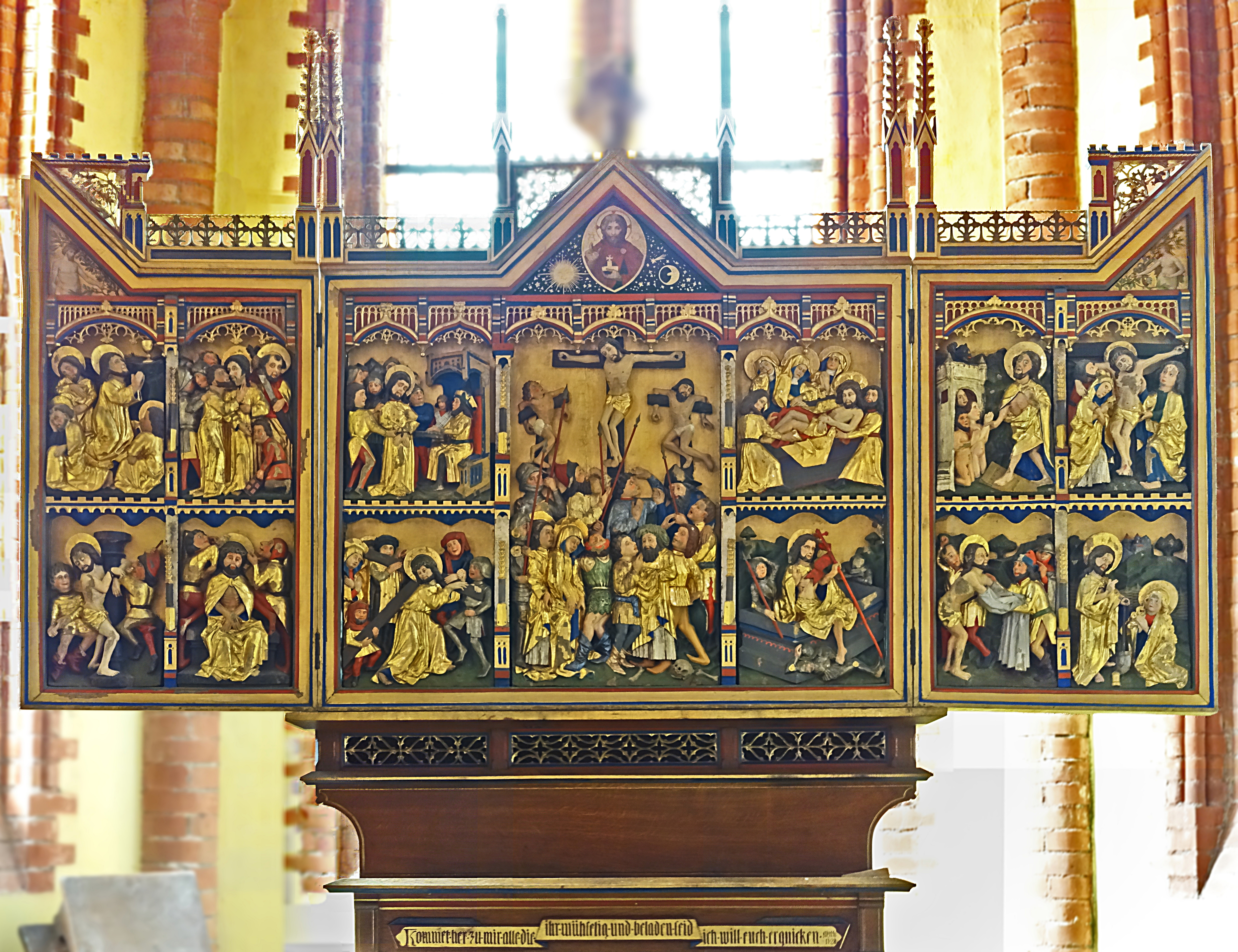
Kreuzigungsaltar

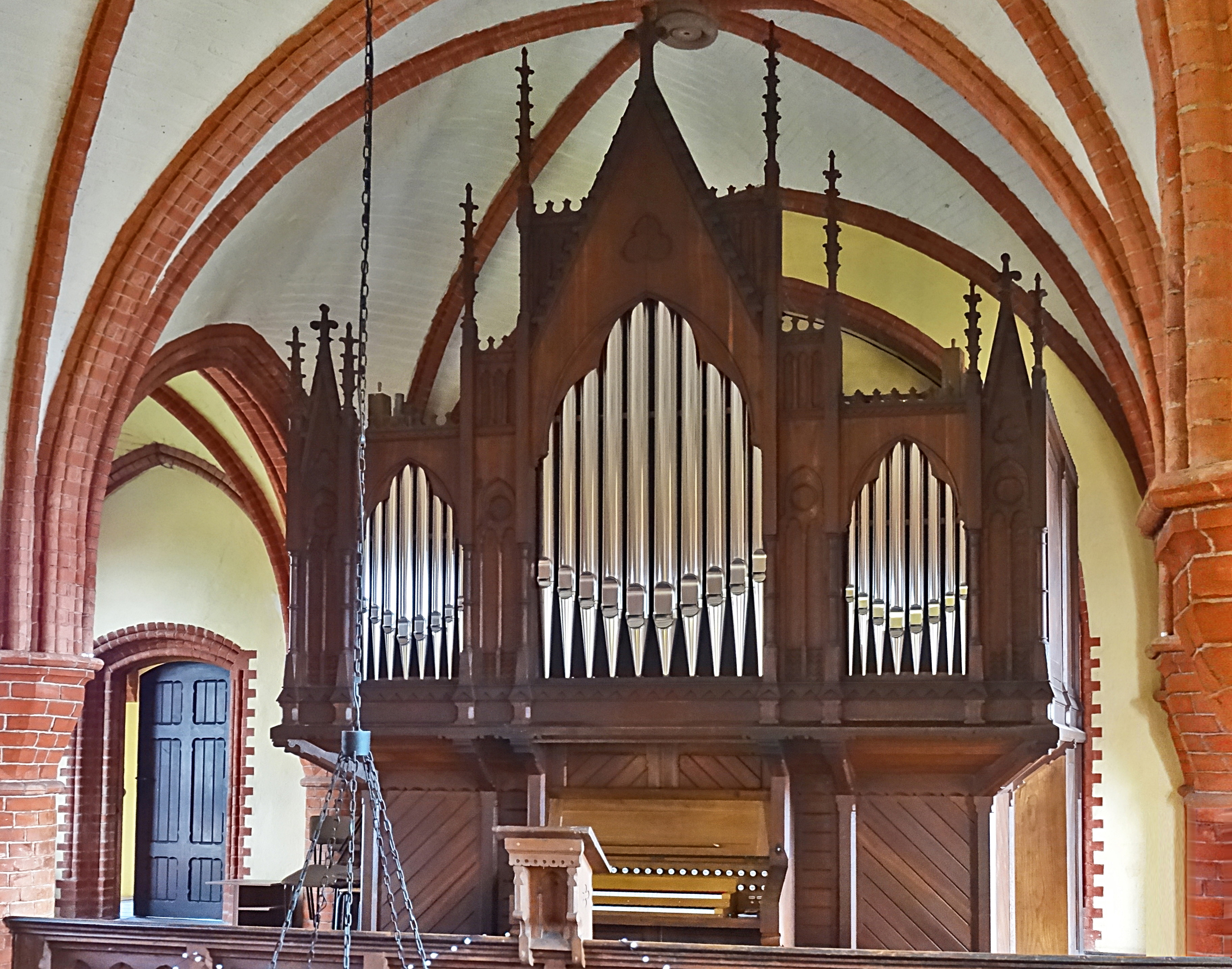
Prospekt der Reubke-Orgel

Der Innenraum ist mit Kreuzrippengewölben überspannt. Emporen sind an drei Seiten. Der spätgotische geschnitzte Flügelaltar stammt aus dem 15. Jahrhundert. Im Schrein in der Mittel ist die Kreuzigung Christi dargestellt, links sind Kreuztragung Christi und Christus vor Pontius Pilatus zu sehen, rechts die Auferstehung und die Grablegung Christi. Auf dem linken Flügel werden die Entkleidung Christi, Christus als Gärtner, Christus in der Vorhölle sowie die Kreuzabnahme dargestellt. Auf dem rechten Flügel sind die Geißelung Christi und die Dornenkrönung sowie die Ölberggruppe und der Verrat des Judas zu sehen. Die Rückwände der Seitenflügel sind bemalt mit dem Einzug Christi in Jerusalem und dem Martyrium eines Heiligen. Seit der Restaurierung 1878 gibt es zahlreiche neue Zutaten, z. B. Bekrönung des Altars. Ein Gemälde mit Mariendarstellung ist von 1615.
Die Orgel mit 23 Registern, verteilt auf 2 Manuale und Pedal, wurde 1878 von Emil Reubke gebaut.

## Glocken

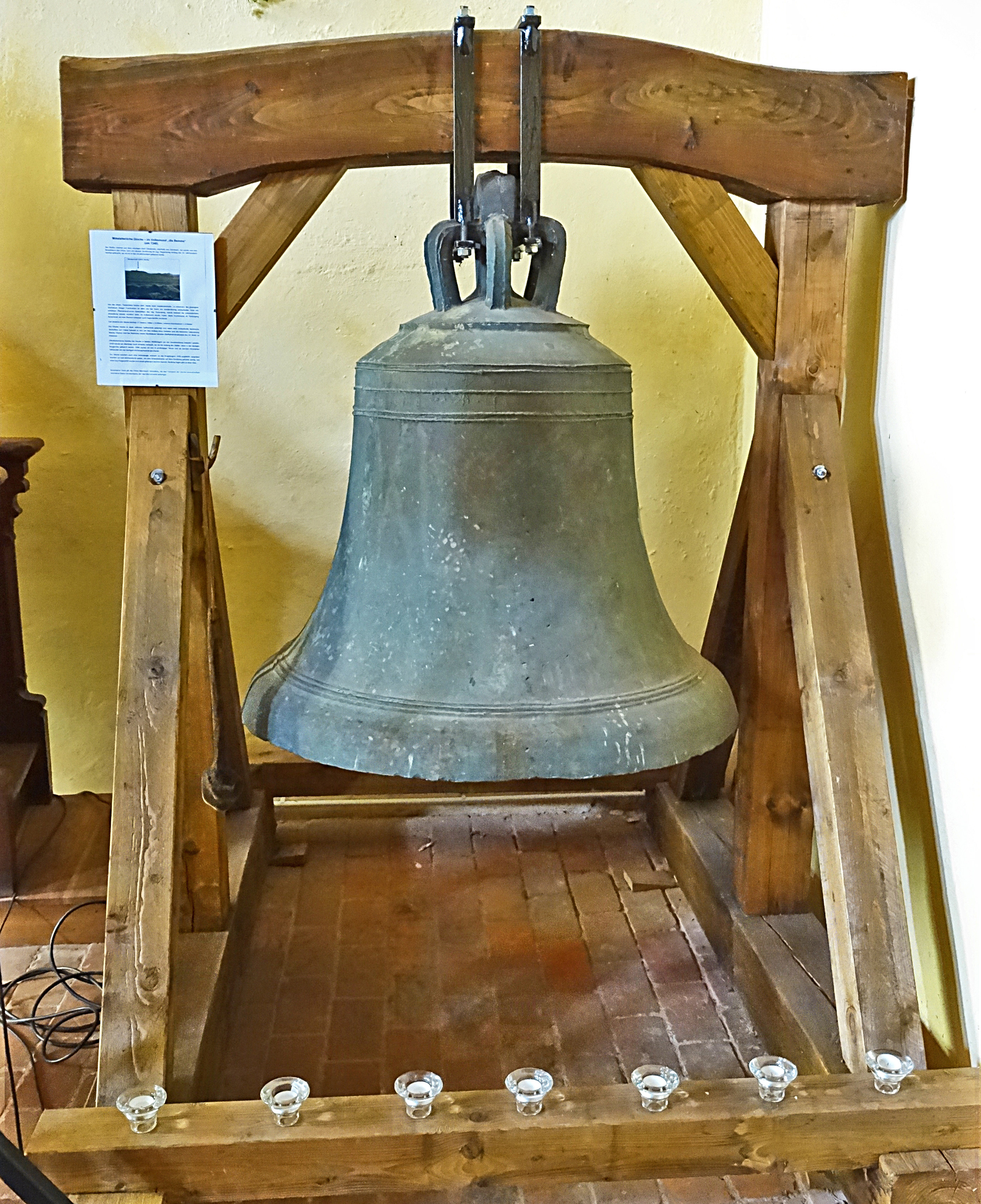
Timderöder Glocke

Im Glockenstuhl hängen drei Eisenhartgussglocken, die 1919 von Schilling & Lattermann gegossen wurden.
| Schlagton | Gewicht (kg) | unterer Durchmesser (mm) | Höhe (mm) |
| --------- | ------------ | ------------------------ | --------- |
| e′        | 1800         | 1600                     | 1210      |
| gis′      | 0870         | 1260                     | 0950      |
| h′        | 0500         | 1050                     | 0790      |

Die um 1340 gegossene Glocke aus Bronze hängt als Denkmal an das einstige Dorf Timderode im nördlichen Querschiff des Kirchenraumes. Die 17 Zentner schwere Glocke konnte kurz vor der Zerstörung des Dorfes im Fleglerkrieg von den Bewohnern Timderodes gerettet werden. Sie trägt zwei umlaufende Inschriften und die Abdrücke zweier Nordhäuser Münzen (Büffelhelm-Brakteate) aus dem 14. Jahrhundert.